# 四大奇書
中國四大奇書是章回小說《水滸傳》、《三國演義》、《金瓶梅》、《西遊記》的合稱，李渔曰：“馮夢龍亦有四大奇書之目，曰三國也，水滸也，西游與金瓶梅也。”據李渔所說，是由明末著名文學家馮夢龍所定的。清代前期書店繼續流傳此說法、清中期乾隆年間（1736年 - 1795年）逐漸確立，民國時期的知名作家鲁迅，赞同馮夢龍的看法。清代張潮《幽夢影》曰：「《水滸傳》為一部怒書，《西遊記》為一部悟書，《金瓶梅》為一部哀書。」